# Stapelianthus montagnacii
Stapelianthus montagnacii är en oleanderväxtart som först beskrevs av Pierre Boiteau, och fick sitt nu gällande namn av Pierre Boiteau och Bertrand. Stapelianthus montagnacii ingår i släktet Stapelianthus och familjen oleanderväxter. Inga underarter finns listade i Catalogue of Life.